# Liste der Burgen, Schlösser, Ansitze und wehrhaften Stätten im Bezirk Jennersdorf
Diese Liste nennt die Burgen, Schlösser, Ansitze und wehrhaften Stätten im burgenländischen Bezirk Jennersdorf.
Sie enthält nur solche Anlagen, von denen bauliche Reste oder erkennbare Spuren im Gelände erkennbar sind. Restlos abgekommene Anlagen wurden daher ebenso wenig in diese Liste aufgenommen wie lediglich archäologisch nachgewiesene und aktuell oberflächlich nicht erkennbare Anlagen. Wehrkirchen wurden in die Liste aufgenommen, wenn noch Wehrmauern oder Schießscharten zu erkennen sind.

## Erklärung zur Liste
- Name: Name der Anlage.
- Gemeinde, Adresse, Lage: Zeigt an, in welcher Gemeinde das Gebäude steht; gegebenenfalls auch die Adresse. Geokoordinaten.
- Typ: Es wird der Gebäudetyp angegeben, wie Burg, Festung, Schloss, Gutshof, Wehrkirche, Wallanlage.
- Geschichte: geschichtlicher Abriss
- Zustand: Beschreibung des heutigen Zustands bzw. der Verwendung.
- Bild: Zeigt wenn möglich ein Bild des Gebäudes an.
- Denkmalschutz: Falls unter Denkmalschutz, führt ein Link zum Eintrag in der Denkmalliste.

## Liste
| Name                                     | Gemeinde, Adresse, Lage                                           | Typ                  | Geschichte | Zustand                                      | Bild | Denkmalschutz |
| ---------------------------------------- | ----------------------------------------------------------------- | -------------------- | --- | -------------------------------------------- | ---- | ------------- |
| Schloss Batthyány (Neumarkt an der Raab) | Sankt Martin an der Raab Neumarkt an der Raab, Schlossberg 1 Lage | Schloss              | erbaut 1846 | erhalten                                     |      | 11524         |
| Schloss Batthyány (Rudersdorf)           | Rudersdorf Rudersdorf, Hintergasse 1 Lage                         | Schloss              | erbaut 1750 als Meierhof. 1890 ausgebaut; ab 1920 Leinenweberei.                                                       | Textilfabrik                                 |      | 11512         |
| Burg Neuhaus am Klausenbach (Dobra)      | Neuhaus am Klausenbach Am Schlossberg 21 Lage                     | Burg                 | Burg des 12. Jahrhunderts, allmählich erweitert. Nach Zerstörung 1467 wiederhergestellt. Verfall seit 17. Jahrhundert. | Ruine                                        |      | 11508         |
| Schloss Rohrbrunn                        | Deutsch Kaltenbrunn Rohrbrunn, Kastellweg Lage                    | Schloss (ehem. Burg) | mittelalterliche Wasserburg. an deren Stelle im 18. Jahrhundert ein Schloss errichtet. Verfall im 20. Jahrhundert.     | geringe Mauerreste                           |      | nein          |
| Stoagupf                                 | Jennersdorf Grieselstein, Steinberg Lage                          | Höhensiedlung        | |                                              |      | 30176         |
| Schloss Tabor                            | Neuhaus am Klausenbach Neuhaus am Klausenbach, Taborstraße 3 Lage | Schloss              | errichtet 1469. im 17. Jahrhundert barockisiert.                                                                       | erhalten; Restaurant, Kulturveranstaltungen. |      | 11509         |